# رصد، أبين

تعديل مصدري - تعديل

رصد هي إحدى قرى الجمهورية اليمنية. تتبع جغرافيا لمحافظة أبين و إداريًا لمديرية رصد. يبلغ تعداد سكانها 1009 نسمة حسب تعداد اليمن لعام 2004.